# Черепаха Кемпа
Черепаха Кемпа (Lepidochelys kempii) — вид черепах з роду Морська черепаха Рідлі родини Морські черепахи. Отримала свою назву на честь Річарда Кемпа, мешканця м.Кі-Вест, який надіслав цю черепаху вченому Самуелю Гарману. А той у свою чергу дав перший науковий опис даного виду морської черепахи. Інша назва «атлантична черепаха Рідлі».

## Опис
Загальна довжина карапакса досягає 72 см, вага — 35—45 кг. Має середнього розміру трикутну голову. Має потужні щелепи. Карапакс круглий кістяний без гребеня й з великими 5 щитками. Передні плавники мають 1 кіготь, задні — 1-2 кігтя. Дорослі особини темного сіро—зеленого кольору з жовтуватим пластроном, тоді як молоді черепахи — чорні та блискучі.

## Спосіб життя
Практично усе життя проводить у морі, полюбляє перебувати на прибережній мілині. З'являється на березі лише для відкладання яєць. Харчується крабами, кальмарами, мідіями, креветками, рибою, морськими їжаками, медузами.
Деякий час не було відомо, як паруються та розмножуються ці черепахи. Існувала так звана «зáгадка Рідлеї». Вважалося, що у черепахи Кемпа інший спосіб парування (на відміну від оливкової морської черепахи). Було теорія, що вона є гібридом логгерхеда та зеленої черепахи. Втім, згодом виявилося, що черепаха Кемпа парується на кшталт оливкової морської черепахи.
Щорічно, 2 рази на сезон самиця відкладає 110 яєць, з яких через 55—70 днів вилуплюються черепашенята. Черепахи виходять відкладати яйця синхронно в один і той же час усією групою. Відкладає яйця майже завжди біля південного узбережжя Тамауліпас (Мексика), поблизу Ранчо Нуево.

## Розповсюдження
Мешкає у західній Атлантиці від Нової Шотландії та Ньюфаундленда на південь до Бермудських островів і на захід через Мексиканську затоку до Мексики. Далі через Гольфстрім до Англії, Ірландії, о. Сіллі, Франції, Азорських островів. Заходить також у Середземне море. Зустрічається біля узбережжя Мавританії.
З огляду на необхідність збереження цієї черепахи здійснювалися спроби розширити місця гніздування. У 1966 році була проведена «Операція Падре». 200 тисяч яєць черепахи були переправлені на о.Падре у Мексиканській затоці, неподалік штату Техас (США). Також було закладено 200 гнізд цієї черепахи.  Завдяки цьому вдалося стабілізувати чисельність черепахи Кемпа.